# Peter Horton (cantor)
Peter Müller (antes Peter Horten, Valtice, 19 de setembro de 1941 — 22 de setembro de 2023), mas conhecido como Peter Horton foi um cantor, músico, guitarrista, compositor e autor austríaco, nascido na Chéquia. Horton foi o representante da Áustria no Festival Eurovisão da Canção 1967, com a canção "Warum es hunderttausend Sterne gibt".